# 乌岗姆鹅观草
乌岗姆鹅观草（学名：Roegneria ugamica），为禾本科鹅观草属下的一个植物种。